# 今夜もシャララ ぽっぷるfeeling
『今夜もシャララ ぽっぷるfeeling』（こんやもシャララ ぽっぷるフィーリング）は、1982年10月4日から1984年3月までCBCラジオ（中部日本放送）で平日深夜に放送されていた若者向けのラジオ番組。

## 概要
前番組『星空ワイド 今夜もシャララ』の後を受けて放送開始。それまでの番組パーソナリティのトークとキャラクターを重視した番組作りから心機一転、“ぽっぷる小町”と称した地元名古屋の女子大生達をディスクジョッキーに抜擢し、新にスタートした番組である。『ミスDJリクエストパレード』（文化放送）をきっかけに始まった世の女子大生ブームに影響を受けて企画・制作されたものとも言える。
本番組終了後、この枠は同時期に放送されていた番組『小堀勝啓のわ!Wide とにかく今夜がパラダイス』に吸収された。この番組でパーソナリティを務めていた田中里佳、石倉倫子らは引き続き『わ!Wide』にもレギュラー出演し、当時を知るCBCリスナー達には馴染みの深い存在になっていった。

## 放送時間
- 月曜 - 金曜 23:40 - 24:30 （1983年5月からは終了時間が24:40に変更）

## パーソナリティ
- 平松圭子
- 松のちよみ
- 竹村章美 （1982年10月-1983年9月、月曜 → 1983年10月-1984年3月、木曜出演）
- 宮崎恵美子 （1982年10月-1983年3月、火曜出演）
- 加藤寿美 （1982年10月-1983年9月、木曜出演）
- 田中里佳 - 現・名古屋市議会議員。立憲民主党、名古屋民主市会議員団
- 岡崎理恵
- 荻野博子 （1983年4月-1983年9月、火曜出演） - 後にコラムニスト・ペリー荻野として、時代劇に関する著書を出版。
- 志水かおり
- 鳥越洋子
- 中村顕子
- 林真紀
- 吉村和加代
- 明日香 （1983年4月-1983年9月、水曜出演）
- 酒井篤子 （1983年10月-1984年3月、月曜出演）
- 大槻博子 （1983年10月-1984年3月、火曜出演）
- 石倉倫子 （1983年10月-1984年3月、水曜出演）
- 山本真由美 （1983年10月-1984年3月、金曜出演）
- 伊藤秀志

| CBCラジオ 平日23:40～24:30（24:40）枠     | CBCラジオ 平日23:40～24:30（24:40）枠 | CBCラジオ 平日23:40～24:30（24:40）枠                              |
| 前番組                                    | 番組名                                | 次番組                                                             |
| ----------------------------------------- | ------------------------------------- | ------------------------------------------------------------------ |
| 星空ワイド 今夜もシャララ - ※23:30～24:30 | 今夜もシャララ ぽっぷるfeeling        | 小堀勝啓のわ!Wide とにかく今夜がパラダイス - ※21:00～24:40に枠拡大 |